# Municipio de Bern (Ohio)
El municipio de Bern (en inglés: Bern Township) es un municipio ubicado en el condado de Athens en el estado estadounidense de Ohio. En el año 2010 tenía una población de 572 habitantes y una densidad poblacional de 7,03 personas por km².

## Geografía
El municipio de Bern se encuentra ubicado en las coordenadas 39°24′12″N 81°53′6″O / 39.40333, -81.88500. Según la Oficina del Censo de los Estados Unidos, el municipio tiene una superficie total de 81.4 km², de la cual 81,02 km² corresponden a tierra firme y (0,46 %) 0,37 km² es agua.

## Demografía
Según el censo de 2010, había 572 personas residiendo en el municipio de Bern. La densidad de población era de 7,03 hab./km². De los 572 habitantes, el municipio de Bern estaba compuesto por el 75 % blancos, el 15,21 % eran afroamericanos, el 1,22 % eran amerindios, el 0,87 % eran de otras razas y el 7,69 % eran de una mezcla de razas. Del total de la población el 1,4 % eran hispanos o latinos de cualquier raza.